# American Dream
American Dream és una pel·lícula documental de cinéma vérité britànico-estatunidenca del 1990 dirigida per Barbara Kopple i co-dirigida per Cathy Caplan, Thomas Haneke, i Lawrence Silk.
La pel·lícula relata la infructuosa vaga d'Hormel de 1985–86 al cor dels Estats Units contra la Hormel Foods Corporation.

## Argument
La pel·lícula se centra en els treballadors sindicats empaquetadors de carn a Hormel Foods a Austin (Minnesota) entre 1985 i 1986. Hormel havia retallat el salari per hora de 10,69 dòlars a 8,25 dòlars i reduït els beneficis al 30 per cent, tot i tenir un benefici net de 30 milions de dòlars. El sindicat local (P-9) es va oposar a la retallada, però el sindicat nacional, la United Food and Commercial Workers, no estava d'acord amb la seva estratègia.
El sindicat local es mostra contractant un consultor de vaga autònom, Ray Rogers, que arriba amb gràfics, cartes i promeses d'una campanya corporativa per cridar l'atenció de la premsa nacional. Rogers compleix a curt termini, però no n'hi ha prou per vèncer l'oposició de la direcció d'Hormel i el sindicat internacional UFCW.
Aviat, malgrat els esforços d'un negociador experimentat, Lewie Anderson, enviat pel sindicat matriu, l'empresa tanca els treballadors i ha contractat treballadors de substitució, provocant una sèrie de conflictes violents entre els membres de la comunitat. La determinació dels treballadors s'esvaeix progressivament a mesura que la batalla s'estén en mesos i anys, i les dificultats econòmiques que pateixen ells i les seves famílies fan que alguns dubtin del valor dels seus esforços. Finalment, Hormel va substituir gairebé el 80% (més de 700 treballadors) dels que van fer vaga i va llogar la meitat de la seva fàbrica a una empresa que només va pagar 6,50 dòlars.
Kopple, que abans havia cobert una vaga prolongada de miners en l'aclamat documental guanyador de l'Oscar de 1976 Harlan County, USA, se centra en les personalitats i les emocions darrere de la vaga, creant un retrat molt carregat del treball que és simpatitzant amb l'angoixa dels treballadors sense ignorar les majors ambigüitats de la vaga.
American Dream inclou imatges de reunions sindicals i comunicats de premsa, comunicats de premsa d'Hormel, emissions de notícies i entrevistes en profunditat amb persones d'ambdós costats del tema, inclòs Jesse Jackson.

## Exhibició
La pel·lícula es va estrenar al Festival de Cinema de Nova York el 6 d'octubre de 1990. El gener de 1991 es va projectar al Festival de Cinema de Sundance. El 18 de març de 1992 es va projectar a Nova York.

## Recepció

### Resposta crítica
Roger Ebert va elogiar el documental i el seu missatge, i va escriure: "Aquest és el tipus de pel·lícula que veus amb una fascinació horroritzada, ja que les famílies perden els seus ingressos i les seves llars, la direcció juga a la pilota masclista i els drets i els errors s'enreden irremeiablement. ... La gent d'aquesta pel·lícula és tan real que fa que la majoria dels personatges de les pel·lícules semblin residents de la pàgina divertida."
La crítica de cinema de The Austin Chronicle, Marjorie Baumgarten també va apreciar la pel·lícula i va escriure: "El documental de Kopple guanyador de l'Oscar American Dream, exposa el cost humà de la Reaganomia. ..El que vol ensenyar American Dream és: com va passar aquesta tragèdia humana: a Hormel de tots els llocs, una empresa amb fama de progressisme, fa dècades que va ser de les primeres a proporcionar als seus treballadors un salari anual garantit i plans de participació en els beneficis. Generacions de membres de la família van treballar a la planta, orgullosos dels seus productes i de la seva relació amb el procés de fabricació, l'infern amb l'actitud de tots els altres predominant als anys 80".
L'agregador de ressenyes Rotten Tomatoes va informar que el 100% dels crítics van donar a la pel·lícula una crítica positiva.

### Premis
Guanyador
- Premis Oscar: Oscar al millor documental, Barbara Kopple i Arthur Cohn; 1991.[4]
- International Documentary Association: IDA Award; Barbara Kopple; 1991.
- Premis de l'Associació de Crítics de Cinema de Los Angeles: premi al millor documental; 1991.
- Festival de Cinema de Sundance: Documental del Premi del Públic; Documental del Trofeu de Cineastes; Gran Premi del Jurat Documental; tot per Barbara Kopple; 1991.
- Sindicat de Directors dels Estats Units: Premi DGA; Assoliment destacat de la direcció en documental/actualitat; Barbara Kopple; 1992.
- Premis National Society of Film Critics: Premi NSFC; Millor documental; 1993.